# تشاه تشول (بجستان)
تشاه تشول (بالفارسية: چاه چول) هي قرية تقع في إيران في قسم بجستان الريفي. يقدر عدد سكانها بـ 0 نسمة بحسب إحصاء 2016.